# Şefika Kutluer
Şefika Kutluer est une flutiste, née le 5 mai 1961, à Ankara, de nationalité turque. Elle s'est vu décerner en 1995 le grand prix de la culture et des arts de la présidence de la république de Turquie.

## Biographie
Son père est un ami du compositeur Ulvi Cemal Erkin. Celui-ci, constatant ses aptitudes et son oreille, l'encourage à se consacrer à la musique. Elle étudie une dizaine d'années au Conservatoire, jusqu'en 1979. Elle commence sa carrière à l'Académie nationale Sainte-Cécile à Rome, puis trois ans plus tard comme soliste à Vienne, appelée comme soliste par le chef de l'Orchestre symphonique de Vienne, Werner Tripp.
Elle enseigne ensuite au Conservatoire national d'Ankara, se marie en 1983, se produit sur de nombreuses scènes et reçoit en 1995 le Grand prix de la culture et des arts de la présidence de la république de Turquie. Ses récitals la conduisent dans de nombreux pays, en Europe, Amérique, Afrique, et Asie, etc. Elle participe aussi aux festivals internationaux de musique, et à des enregistrements radio et télévision. À la suite de ces productions discographiques, avec un répertoire alliant Vivaldi à Franz Krommer en passant par Bach, Mozart, et le tango, le « Disque d'Or VDE-Gallo » lui est décerné en mai 2005 dans le cadre du Salon international du livre et de la musique à Genève,.

## Principaux enregistrements
- 1986 : Wiener Musikseminar International Contest Prize Winners' Concert, Vienne, Autriche.
- 1994 : Romantic Flute, Radio Lugan, Suisse, accompagné au piano de Namık Sultanov.
- 1994 : Franz Krommer: Sinfonia Concertante, Newcastle, avec  Dmitri Ashkenazy, Kamilla Schatz, Howard Griffiths et le Royal Northern Sinfonia.
- 1994 : Şefika Kutluer, avec l'orchestre Borusan Oda.
- 1996 : Carmen Fantasy, à l'Église réformée d'Oberarth , en Suisse, accompagnée à la guitare par Craig Ogden, album Disque d'Or chez Sony Classical.
- 1999 : Mozart, Şefika Kutluer, avec l'Orchestre philharmonique slovaque.
- 2000 : Fantasies, avec l'Orchestre philharmonique slovaque.
- 2001 : Tango Goes Symphony, à Bratislava, avec l'Orchestre symphonique de Razumovsky.
- 2001 :  J.S. Bach, Flute Sonatas, à Bratislava, avec au violoncelle: Eugen Prochac.
- 2002 : J.S. Bach, Concertos, avec l'Orchestre philharmonique de Berlin.
- 2002 :  Coming Bach for Flute, volumes 1 et 2, avec le Peter Breiner Jazz Trio
- 2004 : A. Vivaldi 6 Concerti, Op.10, avec l'Orchestre philharmonique de Berlin.
- 2005 : World of Lullabies for Flute & Orchestra (Dünya Ninnileri) avec l'Orchestre philharmonique royal de Londres.
- 2008 : Mevlana Rumi, avec les virtuoses de l'Orchestre de Prague, dirigés par Oldrich Vtcek.
- 2014 : Latin Romance, une musique de José Elizondo: avec la formation Bratislava Strings Orchestra, et Marian Lejava